# Catocala munda
Catocala munda là một loài bướm đêm trong họ Erebidae.